# Люсечіль (комуна)
58°17′ пн. ш. 11°26′ сх. д. / 58.283° пн. ш. 11.433° сх. д.
Комуна Люсечіль або Лисечіль (швед. Lysekils kommun) — адміністративно-територіальна одиниця місцевого самоврядування, що розташована в лені Вестра-Йоталанд у південно-західній Швеції.
Лисечіль 251-а за величиною території комуна Швеції. Адміністративний центр комуни — місто Люсечіль.

## Населення
Населення становить 14 396 осіб (станом на вересень 2012 року). 
| Кількість населення комуни Люсечіль за 1970-2010 роки | Кількість населення комуни Люсечіль за 1970-2010 роки | Кількість населення комуни Люсечіль за 1970-2010 роки | Кількість населення комуни Люсечіль за 1970-2010 роки | Кількість населення комуни Люсечіль за 1970-2010 роки |
| ----------------------------------------------------- | ----------------------------------------------------- | ----------------------------------------------------- | ----------------------------------------------------- | ----------------------------------------------------- |
| Рік                                                   |                                                       |                                                       | Населення                                             |                                                       |
| 1970                                                  | 1970                                                  |                                                       | 13 766                                                | 13 766                                                |
| 1975                                                  | 1975                                                  |                                                       | 15 076                                                | 15 076                                                |
| 1980                                                  | 1980                                                  |                                                       | 15 037                                                | 15 037                                                |
| 1985                                                  | 1985                                                  |                                                       | 14 869                                                | 14 869                                                |
| 1990                                                  | 1990                                                  |                                                       | 15 197                                                | 15 197                                                |
| 1995                                                  | 1995                                                  |                                                       | 15 491                                                | 15 491                                                |
| 2000                                                  | 2000                                                  |                                                       | 14 848                                                | 14 848                                                |
| 2005                                                  | 2005                                                  |                                                       | 14 657                                                | 14 657                                                |
| 2010                                                  | 2010                                                  |                                                       | 14 521                                                | 14 521                                                |
| Джерело: SCB                                          |                                                       |                                                       |                                                       |                                                       |

## Населені пункти
Комуні підпорядковано 5 міських поселень (tätort) та низка сільських, більші з яких:
- Люсечіль (Lysekil)
- Брастад (Brastad)
- Фіскебекшіль (Fiskebäckskil)
- Ґрундсунд (Grundsund)
- Ріксе (Rixö)
- Роґордсвік (Rågårdsvik)
- Скальгамн (Skalhamn)

## Уродженці Лисечіль
- Наталі Дюрберг(д.н. 1978) — шведська художниця

## Галерея

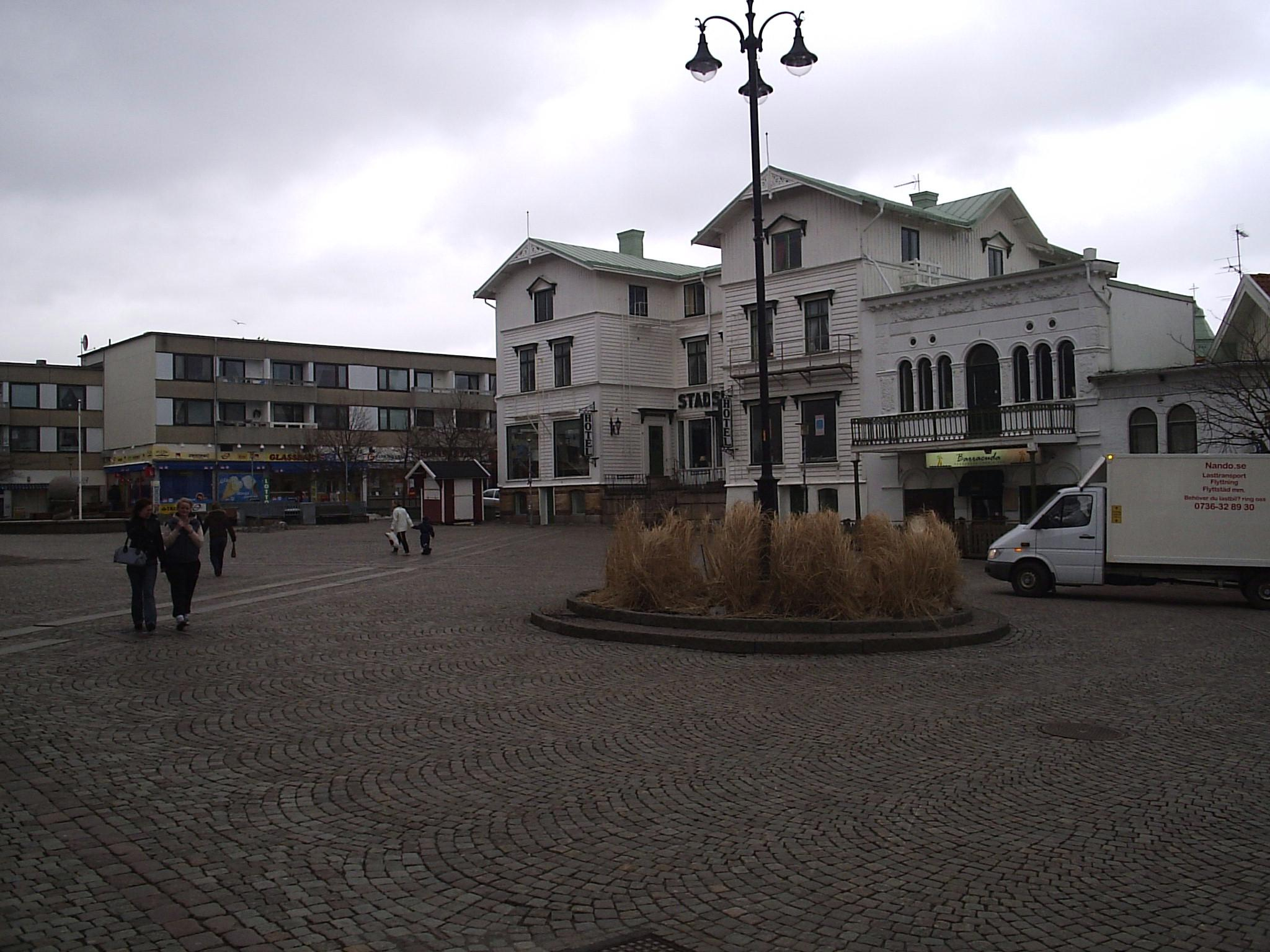
Люсечіль
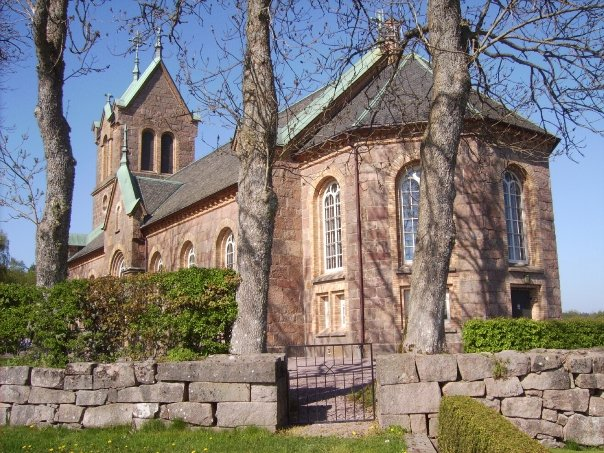
Церква (Брастад)
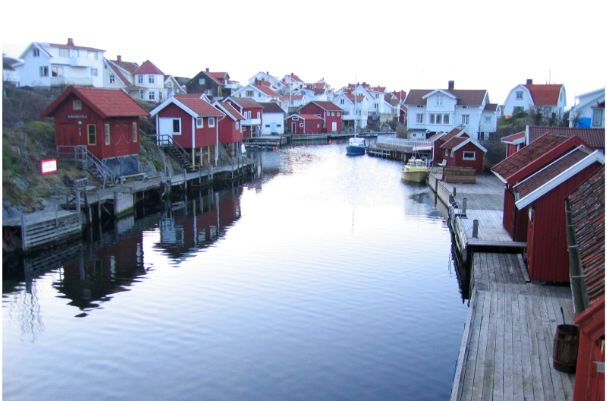
Містечко Ґрундсунд
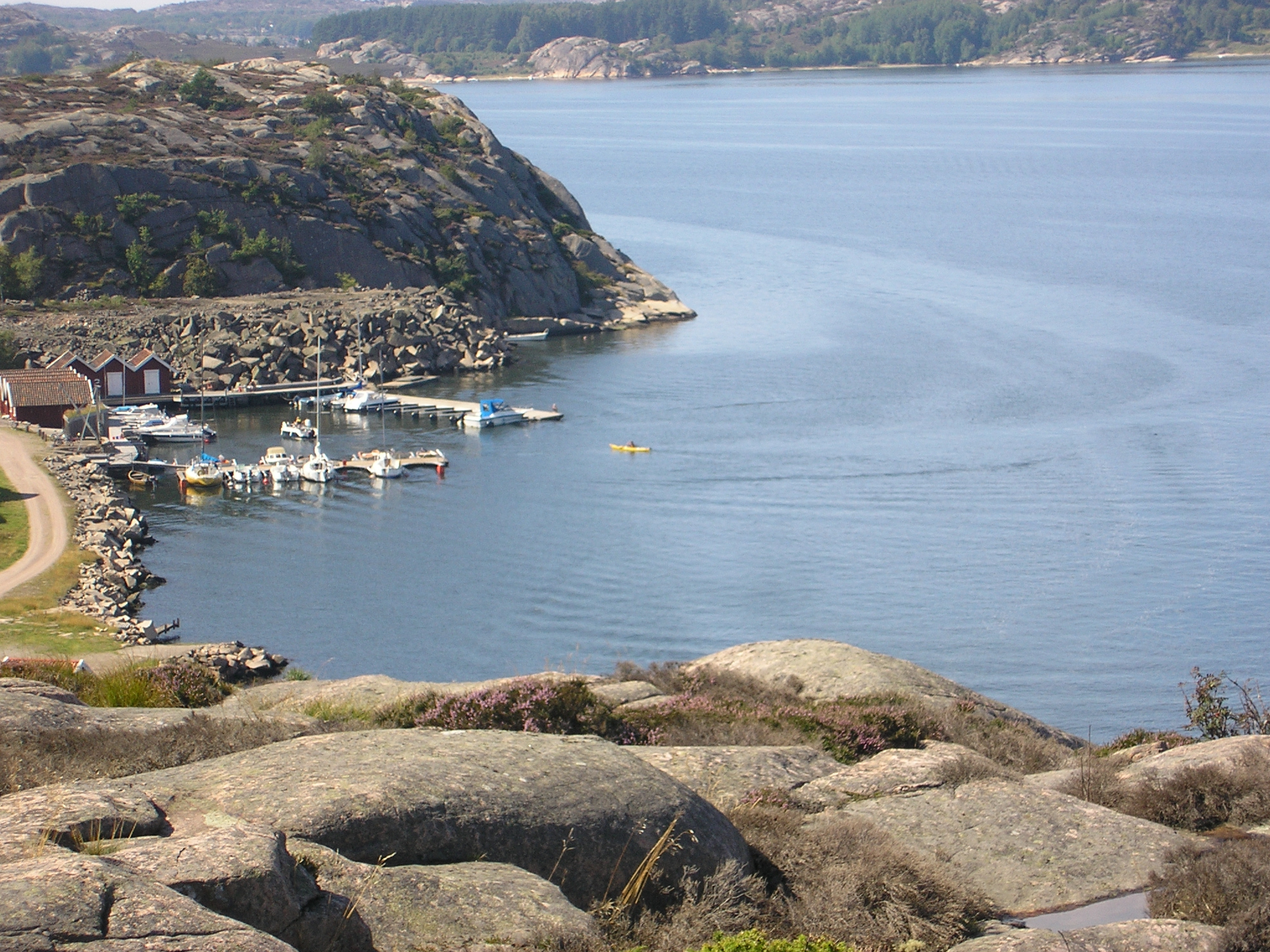
Обіфйорден

## Виноски
1. ↑  Folkmangd i riket, lan och kommuner (шв.) . Центральне бюро статистики Швеції. Архів оригіналу за 20 серпня 2013. Процитовано 22 лютого 2013.